# Hunkpapa Indijanci
Hunkpapa (Unkpapa, Uncpapa; u njihovom jeziku Húŋkpapȟa) /postoje različiti prevodi značenja njihovog imena: 'at the entrance, 'at the head end of the circle,' 'those who camp by themselves,' `wanderers', "Gatekeepers"./ jedna od sedam skupina Teton Siouxa, u vrijeme Lewisa i Clarka naseljeni na obje obale Missourija, niže od Beaver Creeka u Sjevernoj Dakoti. Hunkpape su sudjelovavali u manje-više svim pobunama Sijuksa, a 1891. smješteni su na rezervat Standing Rock u Sjevernoj i Južnoj Dakoti, gdje im i danas žive potomci. 
Hunkpape su se sastojali od više lokalnih skupina (J. O. Dorsey): Chankaokhan, Chegnakeokisela, Cheokhba, Hunskachantozhuha, Kiglashka, Shikshichela, Talonapin, Tinazipeshicha i Wakan. Culbertson u (Smithson. Rep. 1850, 141, 1851) navodi skupine: Devil's medicine-man band (Wakan), Half breechclout people (Chegnakeokisela), Fresh meat necklace people (Talonapin), Sleepy Kettle band (Cheokhba), Sore backs (Chankaokhan), Bad bows (Tinazipeshicha) i Those that carry Fire-Heart's band (Chantaapeta's band).
Njihov najpoznatiji vođa i sveti čovjek Lakota bio je Bik Koji Sjedi ili Tȟatȟáŋka Íyotake (Sitting Bull), a tu su i Black Moon (Wi Sapa), Running Antelope (Ta-To'-Ka-In'-Yan-Ka), Rain-in-the-Face (Ité Omáǧažu) (1835-1905) i Gall

## Vanjske poveznice
- Treaty with The Hunkpapa Band of The Sioux Tribe  Arhivirana inačica izvorne stranice od 11. kolovoza 2014. (Wayback Machine)